# Petun (povo indígena)
O Petun (do em francês: pétun), também conhecido como Povo do Tabaco ou Tionontati (Dionnontate, Etionontate, Etionnontateronnon, Tuinontatek, Dionondadie ou Khionotaterrhonon) ("Povo entre as colinas/montanhas"), foi um povo indígena Povos indígenas das Américas Povos iroqueses das florestas do leste da América do Norte. Sua última terra natal tradicional conhecida ficava ao sul do Lago Huron na Baía Georgiana deste, no que hoje é a província canadense de Ontário.
Os Petun eram intimamente relacionados com os Hurões, ou Wendat. Semelhante a outros povos iroqueses, eram organizados como uma confederação. Um dos povos iroqueses menos numerosos quando se tornaram conhecidos pelos europeus, contavam com oito ou nove vilas no início do século XVII e estima-se que sua população tenha sido de cerca de 8.000 indivíduos antes do contato com os europeus.
Várias epidemias de doenças foram documentadas nas sociedades huron–petun entre 1634 e 1640, tendo sido associadas à chegada de colonos da Europa urbana; isso dizimou sua população. Embora cada grupo falasse línguas iroquesas, eles eram independentes das Cinco Nações da Confederação Iroquesa (Haudenosaunee), localizadas ao sul dos Grandes Lagos no atual estado de Nova York. Os poderosos iroqueses enviaram grupos de ataque contra as tribos menores em 1648–1649, como parte das Guerras do Castor associadas ao lucrativo comércio de peles, destruindo-os virtualmente. Alguns remanescentes dos Petun juntaram-se a refugiados hurões para formar a Nação Huron–Petun, que mais tarde passou a ser conhecida como os Wendat.

## Nomes

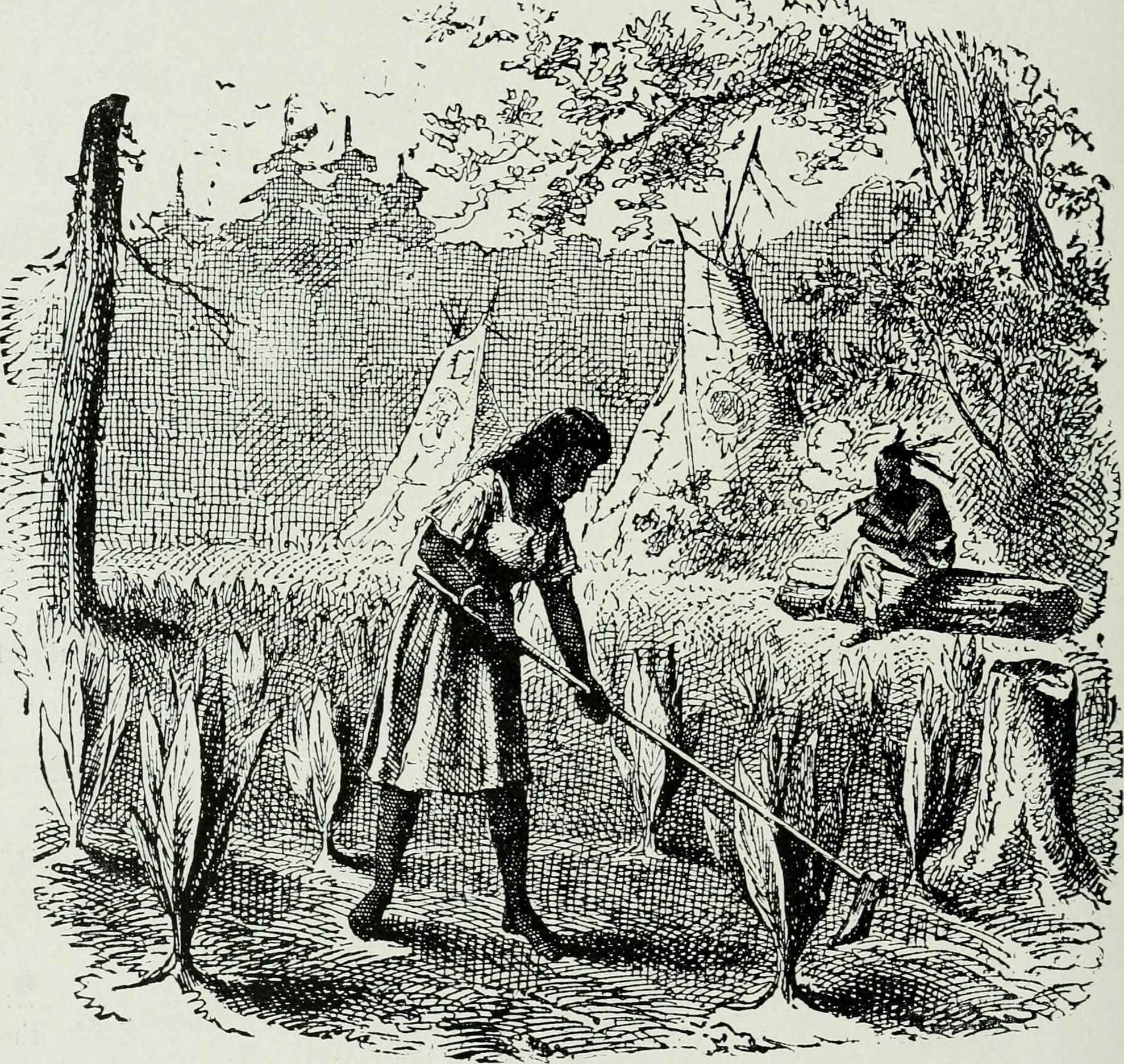
Ilustração de 1914 retratando o conceito artístico de uma mulher Petun cultivando tabaco

O termo "Pétun" foi derivado do início do comércio franco-brasileiro e vem da língua indígena guarani. A palavra mais tarde tornou-se obsoleta na língua francesa.
Diversas fontes relacionam o nome Petun ao cultivo e comércio do tabaco pela histórica sociedade iroquesa que existia na época da chegada dos europeus. Por exemplo, uma tradução americana do século XIX, realizada por John Gilmary Shea da História e Descrição Geral da Nova França, escrita pelo historiador jesuíta francês do final do século XVII e início do XVIII, Pierre François Xavier de Charlevoix, observa que eles "cultivavam e vendiam tabaco, daí os franceses os chamavam de Petuns ou Peteneux." Essa afirmação difundida foi posteriormente ecoada por outras fontes, como o Manual dos Índios Americanos ao Norte do México da Instituição Smithsonian em 1910, que fazia referência a "grandes campos de tabaco." Enciclopédias posteriores, como a Encyclopedia Gale dos Povos Indígenas da América (1998) e o Guia Columbia para os Índios da América do Norte no Nordeste (2001), também enfatizam o cultivo e comércio do tabaco como explicação para o apelido francês, "pétun".
Apesar disso, nenhum relato francês contemporâneo menciona o cultivo de tabaco nos assentamentos Petun. O apelido foi originalmente utilizado por Samuel de Champlain para uma determinada vila que visitou durante sua expedição em 1616. O uso mais amplo do termo pode ser rastreado até o irmão Gabriel Sagard dos Récollet em 1623. Uma das primeiras evidências rastreáveis de notável produção de tabaco pelos Petun consta na tabela de notas que acompanha um mapa de 1632, atribuído a Champlain, mas que não foi inteiramente de sua criação. A tabela apresenta diferenças significativas em relação ao trabalho anterior de Champlain; em seu texto de 1619, ele observou que os Petun cultivavam milho, mas não mencionou o tabaco, enquanto a tabela de 1632 menciona explicitamente o cultivo e comércio do tabaco.
Na Língua mohawk, o nome para tabaco é O-ye-aug-wa. Comerciantes coloniais franceses no Vale de Ohio transliteraram o nome mohawk como Guyandotte, escrevendo-o conforme soava em sua língua. Posteriormente, colonos luso-americanos do vale adotaram esse nome, batizando o Rio Guyandotte no sudoeste da Virgínia Ocidental em referência ao povo Wendat, que havia migrado para a área durante as Guerras do Castor no final do século XVII.

## História